# Die beiden merkwürdigsten Tage aus Siegmunds Leben

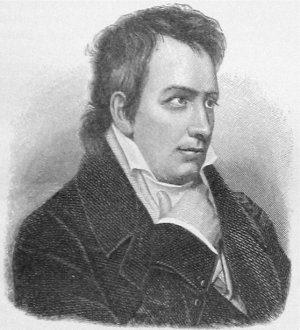
Ludwig Tieck
- 1773 †1853

Die beiden merkwürdigsten Tage aus Siegmunds Leben ist eine Erzählung von Ludwig Tieck, die 1796 in Nicolais Sammlung „Straußfedern“ erschien.
Siegmund, der aufstrebende junge Beamte, macht alles falsch und wird dafür auch noch belohnt.

## Handlung
Sigmund, des Abends in dem fremden Städtchen angekommen, steigt zwar aus Versehen in einem besseren Gasthof ab, hat aber sonst Glück. Aus einem offenen Fenster des Hauses gegenüber nickt ihm ein hübsches junges Mädchen freundlich grüßend zu. Sigmund möchte sich vor Ort am nächsten Morgen beim Herrn Präsidenten als Beamter – genauer, als Rat – bewerben. Der zukünftige Rat durchkreuzt noch ein wenig die nächtlichen Straßen der fremden Stadt. Kurz vor der Rückkehr in seinen Gasthof wird Siegmund Zeuge eines merkwürdigen Vorgangs. Ein älterer Herr begehrt Einlass bei jenem freundlichen hübschen jungen Mädchen und wird abgewiesen. Siegmund lacht den Alten aus.
„O wehe“, am nächsten Morgen beim Präsidenten folgt das böse Erwachen. Der einen Korb bekam, der von Siegmund Verlachte, ist der Präsident. Natürlich wird es nun nichts mehr mit der Berufung zum Rat. Doch es ist noch nicht aller Tage Abend. Für den nun einmal angebrochenen Tag verweilt Siegmund in dem Städtchen und kommt zufällig jenem Mädchen menschlich näher. Dem abgewiesenen Rat kann geholfen werden. Das schöne Kind ist nämlich ein „Freudenmädchen“ und lässt sich, Siegmund zu Gefallen, mit dem Präsidenten doch noch ein. Daraufhin ist Siegmund aller Sorgen ledig. Vom Präsidenten schnurstracks zum Rat berufen, lebt Siegmund künftig mit dem Mädchen und dem Präsidenten „in der größten Eintracht“.

## Selbstzeugnis
- Die Erzählung sei „mit Heiterkeit“ geschrieben worden[3], jedoch „schlecht erfunden“[4].

## Rezeption
- Dargestellt werden „Komplikationen der zeitgenössischen Gesellschaft“[5].
- Tieck dringt „in das Rätselhafte unserer Existenz“ vor[6].